# Alexander von Schoeler
Theodor Alexander Viktor Ernst von Schoeler (né le 22 mars 1807 à Potsdam et mort le 23 août 1894 à Cobourg) est un général d'infanterie prussien.

## Biographie

### Origine
Alexander est le fils du général prussien de l'infanterie et directeur du département général de la guerre Moritz von Schoeler (de) (1771-1855) et de sa femme Eleonore, née comtesse von Dohna-Lauck (1777-1855). Son grand-père paternel est le général de division Johann Friedrich Wilhelm von Schoeler (de), et son grand-père maternel est le général de division August von Dohna-Lauck. Son oncle, Friedrich von Schoeler (de), est un général prussien et chevalier de l'Ordre de l'Aigle noir.

### Carrière militaire
Suivant la tradition familiale, Schoeler est devient le 28 avril 1824 officier de carrière dans l'armée prussienne. Il sert d'abord dans le 2e régiment de grenadiers et, à la mi-novembre 1825, il passe au rang de lieutenant secondaire. De la mi-février 1830 au début avril 1833, il est adjudant de bataillon puis adjudant de régiment jusqu'à la fin juin 1836. En 1838, il est affecté au commandement général du Corps de la Garde. Schoeler devient premier lieutenant en avril 1841 et est promu capitaine le 13 avril 1847 commandant de compagnie. À ce titre, il participe à la répression de la révolution de Mars à Berlin (de) et au cours de l'année pendant la guerre contre le Danemark dans la bataille de Schleswig. Lors de son commandement comme adjudant au haut commandant des Marches, Schoeler est agrégé à son régiment fin novembre 1849 et deux ans plus tard sous le poste à la suite d'adjudant au commandement général du 3e corps d'armée. En tant que major, il est transféré à l'état-major général du commandement de l'infanterie de la Garde à la mi-juin 1853. À la fin de décembre 1856, il est brièvement affecté au commandement général du corps de la Garde. Le 4 avril 1857, Schoeler est chargé d'assumer les fonctions de chef d'état-major général du 6e corps d'armée. Après sa promotion au grade de lieutenant-colonel, il est nommé le 30 mai 1857 nommé chef d'état-major. Il est promu colonel fin mai 1859 et est chargé le 5 mai 1860 de commander le 12e régiment d'infanterie combiné, qui devient début juillet 1860 le 52e régiment d'infanterie (pl). Schoeler est commandant de régiment jusqu'au 19 décembre 1863, puis est nommé commandant de la 31e brigade d'infanterie et promu général de division à la fin du mois de juin 1864. Pendant la guerre austro-prussienne, Schoeler entre en Bohême en 1866 avec l'armée de l'Elbe, sous le commandement du général d'infanterie Eberhard Herwarth von Bittenfeld, et se distingua lors des batailles de Hühnerwasser et de la bataille de Sadowa. À la suggestion de Bittenfeld, il se voit décoré de l'ordre Pour le Mérite par le roi Guillaume Ier. Au cours de la phase finale de la campagne de Bohême, Schoeler succède au général August Wilhelm von Horn le 21 juillet 1866 à la direction de la 8e division d'infanterie et est promu lieutenant-général fin septembre 1866.
Dans le rapport de Herwarth von Bittenfeld du 4 août 1866 au roi, dans lequel il propose de le décorer, on peut lire : "Par le commandement énergique et énergique de l'avant-garde de l'armée de l'Elbe pendant toute la campagne et par ses succès victorieux dans les deux combats à Hünerwasser le 26 juin, dans les combats à Münchengrätz le 28 juin et dans la bataille à Sadowa le 3 juillet, il se distingue comme digne d'une distinction particulière"
Après le début de la guerre franco-prussienne, la division Schoeler fait partie du 4e corps d'armée jusqu'au 29 juillet 1870 dans la région de Mannheim et entre en France via Toul. Après la poursuite, le 8e division d'infanterie rencontre à nouveau l'ennemi le 30 août lors de la bataille de Beaumont, le 1er septembre. Les troupes de Schoeler interviennent également dans la bataille de Sedan et parviennent à reconquérir le faubourg perdu de Balan. Le 16 septembre, la 8e division atteint Nanteuil en tant qu'aile droite de la 3e armée et participa quelques jours plus tard au siège de Paris quelques jours plus tard. En plus des deux classes de la croix de fer, il reçoit la croix de chevalier de l'Ordre militaire de Maximilien-Joseph de Bavière.
Schoeler reçoit l'Ordre de l'Aigle rouge de 1re classe avec feuilles de chêne et est mis en disposition avant le traité de paix du 22 avril 1871, en vue de l'approbation de sa demande de démission avec pension. Après son départ, il reçoit le caractère de général d'infanterie.

### Famille
Le 5 avril 1848, il épouse Ottilie Börger (1828-1895), qui travaille également comme écrivain. Plusieurs enfants sont sortis du mariage :
- Charlotte (née en 1849)
- Maurice (né en 1851)[2]
- Viktor (1852-1932), homme d'affaires marié le 24 février 1892 avec Janie Cecilia Torras (né en 1865)[3]
- Valérie (1853-1933)[3]
- Rüdiger (1855-1909), major, titulaire de la médaille Fidicin [4]
- Waldemar (1868-1945), chambellan et conseiller de cabinet du prince régnant de Waldeck et Pyrmont marié le 23 septembre 1897 avec Else (Less) Hepner (1870-1948) (dont la petite-fille est l'actrice Sasha von Scherler[3])